# Lycosa signiventris
Lycosa signiventris là một loài nhện trong họ Lycosidae.
Loài này thuộc chi Lycosa. Lycosa signiventris được Richard C. Banks miêu tả năm 1909.